# Liga Venezolana de Voleibol
La Liga Venezolana de Voleibol o LVV por sus siglas, anteriormente en la Superliga Venezolana de Voleibol es una competición liguera masculina de voleibol de máxima categoría en Venezuela. El campeonato fue creado en 2011 y actualmente está compuesta por 12 equipos. 
Al final de la temporada, el equipo que resulta campeón representa a Venezuela en el Sudamericano de Clubes Campeones de Voleibol Masculino, compitiendo junto con los campeones de las ligas de Argentina, Brasil, Bolivia, Chile, Paraguay, Perú y Uruguay.

## Historia
La Liga Venezolana de Voleibol (LVV) es un evento de la Liga Nacional de Voleibol de Cancha, surgiendo en agosto del 2011 luego de un arduo trabajo por parte de diversos sectores del voleibol venezolano. En su primera edición la liga inició con seis clubes para ir de manera progresiva incrementando el número de equipos en el género masculino (sin embargo también existirá una Liga femenina).
Dentro de sus creadores figuran Julio Altunaga, quien en vida fuera Director de Selecciones de la Federación Venezolana de Voleibol, Oswaldo Narvaez quien elaboró y diseño el proyecto de la Liga, sobre la base de un programa de investigación de Solidaridad Olímpica y Fernando Márquez ex selección nacional de voleibol de cancha que ya había sido dirigente de la extinta Liga Superior de Voleibol a finales de los años 80. Altunaga y Narváez presentaron a las autoridades del Ministerio de Deportes de Venezuela un programa de desarrollo y desde agosto de 2010 hasta mayo de 2011 se trabajó arduamente para lograr los apoyos suficientes en el sector público y privado para llevar a cabo la primera temporada denominada Superliga Venezolana de Voleibol.
La temporada 2011 de la Superliga Venezolana de Voleibol demostró un amplio respaldo del público en las distintas sedes y un creciente interés en redes sociales y cobertura de medios de comunicación. Se mostró una gran organización y sentó precedentes para otras competencias deportivas del tipo Liga en deportes en Venezuela.
Para la temporada 2012, la Superliga fue rebautizada como Liga Venezolana de Voleibol, con la participación de los mismos equipos de la temporada anterior, siendo removida en una situación sin aclarar toda la directiva ante el fallecimiento de Julio Altunaga en noviembre de 2011. La Federación Venezolana de Voleibol se vio envuelta en una crisis severa a mediados del 2012 ante la renuncia masiva de la mayoría de sus miembros, nombrándose una nueva Junta Directiva que promovió el cambio de nombre de Superliga a Liga. Este cambio produjo una sensación de poca seriedad y fue evidente la disputa por el control de la naciente Liga Venezolana de Voleibol.
Para la temporada 2013-2014, la Liga Venezolana de Voleibol inició la temporada con equipos nuevos ya que el Club Voleibol Industriales de Valencia y Mágicos de Caracas no participaron por problemas económicos pero abre paso para que Deportivo Anzoátegui Voleibol Club y Guerreros de Guárico nacieran en el mundo del voleibol y con ello la participación de la temporada con seis equipos
En la temporada 2017, la Liga Venezolana de Voleibol inició la temporada con dos equipos debutantes Vencedores de Cojedes Voleibol Club  y Portugueseños Voleibol Club, a la postre este último campeón de esta edición, convirtiéndose en el primer equipo debutante en lograr un campeonato desde la temporada inaugural, derrotando al Deportivo Anzoategui Voleibol Club en tres juegos corridos. Con la inclusión de estos equipos se logró contar en este torneo con la presencia de seis equipos.

## Transmisiones en vivo
La transmisión de televisión está a cargo de la Televisora Venezolana Social (TVES) por señal abierta y Directv Sports Venezuela por televisión paga o suscripción también se une TLT, además de una importante cobertura de televisoras locales y emisoras de radio.

## Equipos (no son doce equipos)
| Equipos                                | Equipos   | Equipos                | Equipos    | Equipos                              | Equipos   | Equipos |
| Equipo                                 | Fundación | Sede                   | Estado     | Pabellón                             | Capacidad |         |
| -------------------------------------- | --------- | ---------------------- | ---------- | ------------------------------------ | --------- | ------- |
| Aragua Voleibol Club                   | 2011      | Maracay                | Aragua     | Gimnasio Cubierto Mauricio Johnson   | 4.000     |         |
| Club Voleibol Industriales de Valencia | 2011      | Valencia               | Carabobo   | Forum de Valencia                    | 10.000    |         |
| Deportivo Anzoátegui Voleibol Club     | 2013      | Puerto La Cruz         | Anzoátegui | Gimnasio Luis Ramos                  | 5.500     |         |
| Guerreros de Guárico                   | 2013      | San Juan de los Morros | Guárico    | Gimnasio El Octágono                 |           |         |
| Huracanes de Bolívar                   | 2011      | Puerto Ordaz           | Bolívar    | Gimnasio Hermanas González           | 2.990     |         |
| Varyná Voleibol Club                   | 2011      | Barinas                | Barinas    | Domo Bolivariano 5 de Julio          | 3.892     |         |
| Vencedores de Cojedes Voleibol Club    | 2017      | San Carlos             | Cojedes    | Gimnasio Cubierto José Tadeo Monagas | 3.000     |         |
| Vikingos de Miranda                    | 2011      | Municipio Chacao       | Miranda    | Gimnasio José Joaquín Papá Carrillo  | 3.500     |         |
| Portugueseños Voleibol Club            | 2017      | Guanare                | Portuguesa | Gimnasio Lara Figueroa               | 2.500     |         |
| Mágicos de Caracas                     | 2011      | Caracas                | Caracas    | Gimnasio José Beracasa               | 5.000     |         |

## Palmarés

### Campeones
| Año       | Campeón                            | Subcampeón                         |
| 2011      | Huracanes de Bolívar               | Industriales de Valencia           |
| 2012      | Vikingos de Miranda                | Aragua Voleibol Club               |
| 2013-2014 | Huracanes de Bolívar               | Deportivo Anzoátegui Voleibol Club |
| 2015      | Huracanes de Bolívar               | Vikingos de Miranda                |
| 2016      | Bucaneros                          | Aragua Voleibol Club               |
| 2017      | Portugueseños                      | Deportivo Anzoátegui Voleibol Club |
| 2018      | Bucaneros                          | Portugueseños                      |
| 2019      | Deportivo Anzoátegui Voleibol Club | FANB                               |

### Títulos por equipo
| Equipo                             | Títulos | Subcampeón | Años campeón          |
| ---------------------------------- | ------- | ---------- | --------------------- |
| Huracanes de Bolívar               | 3       | 0          | 2011, 2013-2014, 2015 |
| Bucaneros                          | 2       | 0          | 2016, 2018            |
| Vikingos de Miranda                | 1       | 2          | 2012                  |
| Deportivo Anzoátegui Voleibol Club | 1       | 2          | 2019                  |
| Portugueseños                      | 1       | 0          | 2017                  |
| Aragua Voleibol Club               | 0       | 2          |                       |
| Industriales de Valencia           | 0       | 1          |                       |
| FANB                               | 0       | 1          |                       |